# Diavoli Vicenza 2012-2013
Questa pagina raccoglie i dati riguardanti i Diavoli Vicenza nelle competizioni ufficiali della stagione 2012-2013.

## Stagione
I Diavoli iniziano gli allenamenti il 18 settembre 2012 con diverse novità rispetto alla passata stagione. In primis il ritorno sulla panchina dei Diavoli di Andrea Bellinaso.

## Organigramma societario
Dal sito internet ufficiale della società.
Area direttiva
- Presidente: Daniela Repele
- Presidente Onorario: Cav. Lino Dori
- Vice Presidente: Pietro Betello
- Responsabile Amministrativo: Claudio Roncaccioli

Area organizzativa
- Direttore sportivo: Marco A. Ferrari

Area comunicazione
- Addetto stampa: Sabrina Nicoli

Serie A1
- Allenatore: Andrea Bellinaso

Serie B
- Responsabile serie B: Pietro Betello
- Allenatore: Nicola De Simoni

Settore Giovanile
- Responsabile settore giovanile: Stefano De Lorenzi
- Allenatore: Andrea Bellinaso

## Serie A1

### Hockeymercato

#### Sessione estiva
| Acquisti e prestiti | Acquisti e prestiti | Acquisti e prestiti |
| Ruolo               | Nome                | da                  |
| ------------------- | ------------------- | ------------------- |
| A                   | Michele Ciresa      | Edera Trieste       |
| A                   | Giacomo Zazzaron    | Hockey Empoli       |

| Cessioni e prestiti | Cessioni e prestiti | Cessioni e prestiti       | Cessioni e prestiti |
| Ruolo               | Nome                | a                         |                     |
| ------------------- | ------------------- | ------------------------- | ------------------- |
| A                   | Matteo Agerde       | Asiago Vipers             |                     |
| D                   | Stefano Testa       | Asiago Vipers             |                     |
| D                   | Fabio Rigoni        | Ghosts Hockey Team Padova |                     |
| A                   | Riccardo Mosele     | Hockey Club Milano 24     |                     |
| A                   | Roberto Bortot      | fine carriera             |                     |

#### Sessione invernale
| Acquisti e prestiti | Acquisti e prestiti | Acquisti e prestiti |
| Ruolo               | Nome                | da                  |
| ------------------- | ------------------- | ------------------- |
| D                   | Enrico Miglioranzi  | Asiago Hockey A.S.  |
| A                   | Mirko Presti        | Asiago Hockey A.S.  |

| Cessioni e prestiti | Cessioni e prestiti | Cessioni e prestiti | Cessioni e prestiti |
| Ruolo               | Nome                | a                   |                     |
| ------------------- | ------------------- | ------------------- | ------------------- |
| A                   | Marco Grigoletto    | Montebelluna        |                     |

### Rosa
| #  | Ruolo      | Naz.              | Nome e Cognome                  |
| -- | ---------- | ----------------- | ------------------------------- |
| 1  | Portiere   | Italia (bandiera) | Daminano Guglielmi              |
| 31 | Portiere   | Italia (bandiera) | Andrea Alberti                  |
| 2  | Difensore  | Italia (bandiera) | Antonio Bellinaso vice capitano |
| 10 | Difensore  | Italia (bandiera) | Lorenzo Roncaccioli             |
| 73 | Difensore  | Italia (bandiera) | Michael Corradin vice capitano  |
| 87 | Difensore  | Italia (bandiera) | Mattia Betello                  |
| 88 | Difensore  | Italia (bandiera) | Fabio Testa                     |
| 99 | Difensore  | Italia (bandiera) | Fabio Gamba                     |
| 15 | Difensore  | Italia (bandiera) | Enrico Miglioranzi              |
| 9  | Attaccante | Italia (bandiera) | Alessandro De Lorenzi           |
| 11 | Attaccante | Italia (bandiera) | Filippo Pozzan                  |
| 12 | Attaccante | Italia (bandiera) | Giacomo Zazzaron                |
| 23 | Attaccante | Italia (bandiera) | Luca Roffo Capitano             |
| 34 | Attaccante | Italia (bandiera) | Fabrizio Maran                  |
| 61 | Attaccante | Italia (bandiera) | Mirko Presti                    |
| 66 | Attaccante | Italia (bandiera) | Fabio Baggio                    |
| 80 | Attaccante | Italia (bandiera) | Massimo Stevanoni               |
| 91 | Attaccante | Italia (bandiera) | Michele Ciresa                  |

### Coppa Italia

#### Quarti di finale
| Arbitro: | Bortoli, Raia |

|                                 |           |                                                              |
| 21.52 Sommavilla 35.00 Santilli | Marcatori | 15.54 Testa F. 25.47 Testa F. 27.33 Roffo L. 31.23 Pozzan F. |

| Arbitro: | Liotta, Bortoli |

|                                                                              |           |                             |
| Stevanoni M. 2.44 Testa F. 5.53 Roffo L. 14.20 Roffo L. 21.44 Roffo L. 26.02 | Marcatori | 35.43 Endrizzi 38.21 Carrer |

#### Semifinali
| Arbitro: | Rigoni, Corponi |

|                                                                                                 |           |                |
| Laricchia 8.11 Sommadossi 13.21 Laricchia 15.30 Longhini 18.48 Bortolussi 29.41 Ustignani 33.07 | Marcatori | 22.36 Testa F. |

| Arbitro: | Grandini, Corponi |

|                                  |           |                             |
| Roffo L. 26.06 Corradin M. 27.28 | Marcatori | 16.27 Agerde 29.52 Testa S. |

| Arbitro: | Turrini, Rigoni |

|                              |           |                               |
| Tommasello 27.53 Frigo 35.38 | Marcatori | 11.13 Testa F. 17.54 Roffo L. |

### Campionato
| Giornata | Data             | Partita                                           | Risultato | Marcatori |
| -------- | ---------------- | ------------------------------------------------- | --------- | --- |
| 1        | 27 ottobre 2012  | Diavoli Vicenza - Ghosts Hockey Team Padova       | 2 - 6     | 17.52' Stevanoni M. (VI), 32.18' Pistellato A. (PD), 32.59' Laricchia (PD), 36.34' Laricchia (PD), 39.00' Rigoni F. (PD), 39.41' Pozzan F. (VI), 45.41' Laricchia (PD), 49.27' Sommadossi (PD) |
| 2        | 3 novembre 2012  | Hockey Club Milano 24 - Diavoli Vicenza           | 6 - 3     | 1.36' Stevanoni M. (VI), 6.26' Tessari (MI), 8.24' Mantese (MI), 10.36' Testa F. (VI), 23.41' Simunek (MI), 37.41' Mantese (MI), 39.11' Frigo (MI), 41.25' Roffo L. (VI), 47.38' Banchero (MI) |
| 3        | 10 novembre 2012 | Diavoli Vicenza - Hockey Club Monleale Sportleale | 6 - 6     | 1.23' Crivellari (MO), 4.56' Corradin M. (VI), 8.18' Pozzan F. (VI), 10.17' Moro (MO), 18.31' Di Fabio (MO), 29.51' Roffo L. (VI), 30.58' Delfino (MO), 36.06' Ciresa M. (VI), 37.21' Roffo L. (VI), 40.51' Roffo L. (VI), 42.58' Delfino (MO), 44.32' Crivellari (MO)                                                                           |
| 4        | 17 novembre 2012 | Polisportiva Molinense - Diavoli Vicenza          | 3 - 4     | 1.45' Maran F. (VI), 8.38' Roffo L. (VI), 19.29' Roffo L. (VI), 25.32' Bellini (MO), 26.02' Lettera (MO), 42.33' Roffo L. (VI), 45.16' Cecchini (MO) |
| 5        | 24 novembre 2012 | Hockey Empoli - Diavoli Vicenza                   | 1 - 6     | 5.08' Roffo L. (VI), 20.37' Zazzaron G. (VI), 26.19' Corradin M. (VI), 29.25' Bellè (EM), 32.17 Testa F. (VI), 32.28' Corradin M. (VI), 47.17 Baggio F. (VI) |
| 6        | 1º dicembre 2012 | Diavoli Vicenza - Mammuth Roma                    | 11 - 2    | 6.44' Roffo L. (VI), 9.35' Roffo L. (VI), 13.54' Bellinaso A. (VI), 19.04' Maran F. (VI), 19.53' Testa F. (VI), 20.04' Zacchi (RO), 21.06' Stevanoni M. (VI), 27.44' Corradin M. (VI), 31.24' De Lorenzi A. (VI), 35.21' Maran F. (VI), 38.50' Nigel (RO), 41.53' Zazzaron G. (VI), 45.37' Zazzaron G. (VI)                                      |
| 7        | 8 dicembre 2012  | Riposo                                            |           | |
| 8        | 15 dicembre 2012 | Diavoli Vicenza - A.S.D. Cittadella Hockey        | 11 - 3    | 0.58' Roffo L. (VI), 1.39' Ciresa M. (VI), 2.18' Roffo L. (VI), 7.39' Stevanoni M. (VI), 16.01' Roffo L. (VI), 16.17' Gamba F. (VI), 18.39' Testa F. (VI), 20.04' Zazzaron G. (VI), 20.33' Gamba F. (VI), 27.18' Ciresa M. (VI), 34.51' Tombolan (CI), 44.58' Ciresa M. (VI), 47.13' Spain (CI), 48.06' Covolo (CI)                              |
| 9        | 22 dicembre 2012 | Asiago Vipers - Diavoli Vicenza                   | 6 - 7     | 6.09' Petrone (AS), 9.07' Stevanoni M. (VI), 13.33' Roffo L. (VI), 16.52' Roffo L. (VI), 17.29' Zenobini (AS), 23.39' Rigoni (AS), 31.17' Pozzan F. (VI), 31.48' Corradin M. (VI), 42.06' Testa S. (AS), 47.19' Corradin M. (VI), 47.43' Petrone (AS), 49.55' Stella (AS), 50.00' Corradin M. (VI)                                               |
| 10       | 12 gennaio 2013  | Ghosts Hockey Team Padova - Diavoli Vicenza       | 4 - 6     | 6.15' Testa F. (VI), 15.48' Stevanoni M. (VI), 18.45' Pistellato A. (PD), 23.37' Roffo L. (VI), 24.17' Ustignani (PD), 24.34' Stevanoni M. (VI), 30.14' Ustignani (PD), 35.37' Sommadossi (PD), 38.48' Roffo L. (VI), 49.51' Testa F. (VI) |
| 11       | 19 gennaio 2013  | Diavoli Vicenza - Hockey Club Milano 24           | 5 - 3     | 0.20' Corradin M. (VI), 1.08' Roffo L. (VI), 6.10' Simunek (MI), 29.10' Mosele R. (MI), 29.47' Roffo L. (VI), 33.42' Banchero (MI), 40.41' Stevanoni M. (VI), 49.58' Corradin M. (VI) |
| 12       | 26 gennaio 2013  | Hockey Club Monleale Sportleale - Diavoli Vicenza | 4 - 4     | 7.46' Stevanoni M. (VI), 10.35' Roffo L. (VI), 13.36' Bartheldy (MO), 24.36' Oddone (MO), 25.44' Testa F. (VI), 31.34' Delfino (MO), 38.53' Delfino (MO), 41.45' Roffo L. (VI) |
| 13       | 9 febbraio 2013  | Diavoli Vicenza - Polisportiva Molinense          | 9 - 1     | 8.20' Roffo L. (VI), 10.14' Stevanoni M. (VI), 18.45' Stevanoni M. (VI), 19.16' Zazzaron G. (VI), 21.37' Stevanoni M. (VI), 24.10' Podda (MO), 25.11' Stevanoni M. (VI), 36.58' Testa F. (VI), 45.19' Roffo L. (VI), 46.49' Gamba F. (VI) |
| 14       | 16 febbraio 2013 | Diavoli Vicenza - Hockey Empoli                   | 12 - 3    | 2.04' Sani (EM), 3.48' Gamba F. (VI), 4.23' Cuseri (EM), 4.40' Roffo L. (VI), 9.52' Corradin M. (VI), 11.58' Stevanoni M. (VI), 15.10' Corradin M. (VI), 18.06' Roffo L. (VI), 31.31' Roffo L. (VI), 32.35' Roffo L. (VI), 35.38' Stevanoni M. (VI), 36.00' Maran F. (VI), 38.02' Zazzaron G. (VI), 42.38' Cuseri (EM), 43.00' Bellinaso A. (VI) |
| 15       | 23 febbraio 2013 | Mammuth Roma - Diavoli Vicenza                    | 3 - 10    | 0.24' Roffo L. (VI), 1.12' Santilli (RO), 4.26' Pozzan F. (VI), 9.09' Roffo L. (VI), 9.57' Corradin M. (VI), 18.49' Roffo L. (VI), 19.57' Testa F. (VI), 24.37' Zazzaron G. (VI), 29.53' Pozzan F. (VI), 38.27' Testa F. (VI), 40.43' Trinetti (RO), 42.51' Zazzaron G. (VI), 49.34' Trinetti (RO)                                               |
| 16       | 2 marzo 2013     | Riposo                                            |           | |
| 17       | 16 marzo 2013    | A.S.D. Cittadella Hockey - Diavoli Vicenza        | 3 - 7     | 1.26' Spain (CI), 6.34' Ciresa M. (VI), 9.44' Roffo L. (VI), 14.27' Corradin M. (VI), 17.02' Stevanoni M. (VI), 22.15' Spain (CI), 30.46' Stevanoni M. (VI), 38.34' Stevanoni M. (VI), 40.10' Roffo L. (VI), 49.28' Pontarolo (CI) |
| 18       | 23 marzo 2013    | Diavoli Vicenza - Asiago Vipers                   | 3 - 3     | 14.56' Corradin M. (VI), 16.44' Agerde (AS), 20.59' Agerde (AS), 31.58' Roffo L. (VI), 33.55' Stevanoni M. (VI), 48.24' Rigoni S. (AS) |

### Play Off

#### Semifinale
| Arbitro: | Grandini, Zuccatti |

|                                                                                        |           |                                               |
| Delfino 4.40 Frizzera 4.49 Frizzera 30.29 Bartheldy 33.02 Delfino 33.19 Di Fabio 36.21 | Marcatori | 11.05 Ciresa M. 35.59 Roffo L. 38.16 Testa F. |

| Arbitro: | Soraperra, Marri |

| |           |                                                        |
| Roffo L. 3.12 Miglioranzi M. 10.01 Ciresa M. 27.07 Roffo L. 30.53 Miglioranzi M. 31.39 Corradin M. 36.38 Roffo L. 38.58 Presti M. 41.37 Testa F. 46.27 Stevanoni M. 48.43 | Marcatori | 16.52 Delfino 25.23 Delfino 37.13 Delfino 41.22 Romero |

| Arbitro: | Scanacapra, Lega |

|                                                        |           |                                  |
| Oddone 10.37 Delfino 19.35 Moro 34.46 Crivellari 49.09 | Marcatori | 3.11 Roffo L. 48.11 Stevanoni M. |

| Arbitro: | Stella, Grandini |

|                                                                                         |           |                                                          |
| Roffo L. 15.36 Miglioranzi M. 31.44 Corradin M.36.20 Ciresa M. 37.55 Stevanoni M. 46.13 | Marcatori | 5.29 Frizzera 13.00 Frizzera 30.08 Delfino 47.46 Delfino |

| Arbitro: | Rigoni, Fonzari |

|              |           |                                                                               |
| Delfino 4.57 | Marcatori | 10.25 Roffo L. 28.04 Testa F. 136.16 Presti M. 41.01 Ciresa M. 41.47 Roffo L. |

#### Finale
| Arbitro: | Soraperra, Marri |

|                                                                                 |           |                                                  |
| Buggin 5.59 Rigoni 8.57 Kucera 11.09 Tessari 38.08 Tomasello 39.47 Mosele 46.10 | Marcatori | 31.15 Roffo L. 33.40 Corradin M. 34.49 Ciresa M. |

| Arbitro: | Rigoni, Fonzari |

| |           |                                                         |
| Roffo L. 4.49 Testa F. 14.10 Stevanoni M. 18.26 Presti M. 21.49 Ciresa M. 24.21 Roffo L. 28.37 Roffo L. 34.12 Roffo L. 40.30 Presti M. 48.59 Testa F. 49.50 | Marcatori | 13.13 Comencini 44.14 Kucera 45.53 Buggin 48.10 Mantese |

| Arbitro: | Scannacapra, Lega |

|                                                                                                 |           |                    |
| Banchero 8.47 Comencini 21.00 Frigo 24.19 Mantese 32.36 Mosele 39.23 Tessari 43.39 Buggin 46.21 | Marcatori | 30.22 Stevanoni M. |

| Arbitro: | Stella, Grandini |

|                    |           |                              |
| Stevanoni M. 43.36 | Marcatori | 20.44 Mosele 43.02 Dorigatti |

### Statistiche A1

#### Statistiche di squadra
| Competizione  | Punti | In casa | In casa | In casa | In casa | In casa | In casa | In trasferta | In trasferta | In trasferta | In trasferta | In trasferta | In trasferta | Totale | Totale | Totale | Totale | Totale | Totale | Totale |
| Competizione  | Punti | G       | V       | N       | P       | Gf      | Gs      | G            | V            | N            | P            | Gf           | Gs           | G      | V      | N      | P      | Gf     | Gs     | DG     |
| ------------- | ----- | ------- | ------- | ------- | ------- | ------- | ------- | ------------ | ------------ | ------------ | ------------ | ------------ | ------------ | ------ | ------ | ------ | ------ | ------ | ------ | ------ |
| Coppa Italia  |       | 2       | 1       | 1       | 0       | 7       | 4       | 3            | 1            | 1            | 1            | 7            | 10           | 5      | 2      | 2      | 1      | 14     | 14     | 0      |
| Campionato A1 | 36    | 8       | 5       | 2       | 1       | 59      | 27      | 8            | 6            | 1            | 1            | 47           | 31           | 16     | 11     | 3      | 2      | 106    | 57     | +49    |
| Play-Off A1   |       | 4       | 3       | 0       | 1       | 26      | 14      | 5            | 1            | 0            | 4            | 14           | 24           | 9      | 4      | 0      | 5      | 40     | 38     | +2     |
| Totale        |       | 14      | 9       | 3       | 2       | 92      | 45      | 16           | 8            | 2            | 6            | 68           | 65           | 30     | 17     | 5      | 8      | 160    | 109    | +51    |

#### Classifica marcatori stagionali
| Giocatore             | Ruolo      | Coppa Italia | Coppa Italia | Coppa Italia | Campionato | Campionato | Campionato | Play Off | Play Off | Play Off | Totale | Totale | Totale |
| Giocatore             | Ruolo      | Pres         | Gol          | Pen          | Pres       | Gol        | Pen        | Pres     | Gol      | Pen      | Pres   | Gol    | Pen    |
| --------------------- | ---------- | ------------ | ------------ | ------------ | ---------- | ---------- | ---------- | -------- | -------- | -------- | ------ | ------ | ------ |
| Luca Roffo            | Attaccante | 5            | 6            |              | 16         | 33         | 12         | 9        | 13       | 12       | 30     | 52     | 24     |
| Massimo Stevanoni     | Attaccante | 5            | 1            |              | 14         | 19         | 28         | 9        | 6        | 28       | 28     | 26     | 56     |
| Fabio Testa           | Difensore  | 5            | 5            |              | 14         | 10         | 34         | 9        | 5        | 6        | 28     | 20     | 40     |
| Michael Corradin      | Difensore  | 5            | 1            |              | 14         | 14         | 56         | 9        | 3        | 18       | 28     | 18     | 74     |
| Michele Ciresa        | Attaccante |              |              |              | 4          | 5          | 16         | 9        | 6        | 22       | 13     | 11     | 38     |
| Filippo Pozzan        | Attaccante | 5            | 1            |              | 16         | 6          | 6          | 9        |          |          | 30     | 7      | 8      |
| Giacomo Zazzaron      | Attaccante | 5            |              |              | 16         | 7          | 4          | 7        |          |          | 28     | 7      | 4      |
| Fabio Gamba           | Attaccante | 5            |              |              | 16         | 4          |            | 9        |          |          | 30     | 4      | 0      |
| Fabrizio Maran        | Attaccante | 5            |              |              | 16         | 4          | 6          | 9        |          |          | 30     | 4      | 6      |
| Mirko Presti          | Attaccante |              |              |              |            |            |            | 9        | 4        | 14       | 9      | 4      | 14     |
| Enrico Miglioranzi    | Difensore  |              |              |              |            |            |            | 8        | 3        | 10       | 8      | 3      | 10     |
| Antonio Bellinaso     | Difensore  | 5            |              |              | 16         | 2          | 12         | 9        |          | 4        | 30     | 2      | 16     |
| Fabio Baggio          | Attaccante | 5            |              |              | 16         | 1          | 10         | 8        |          |          | 29     | 1      | 10     |
| Alessandro De Lorenzi | Attaccante |              |              |              | 11         | 1          |            | 2        |          |          | 13     | 1      | 0      |
| Attaccanti            |            | 5            | 8            | 2            | 16         | 80         | 84         | 9        | 29       | 76       | 30     | 117    | 162    |
| Difensori             |            | 5            | 6            | 0            | 16         | 26         | 108        | 9        | 11       | 38       | 30     | 43     | 146    |
| Totale                |            | 5            | 14           | 2            | 16         | 106        | 192        | 9        | 40       | 114      | 30     | 160    | 308    |

#### Statistiche portieri stagionali
| Giocatore    | SO | Coppa Italia | Coppa Italia | Coppa Italia | Campionato | Campionato | Campionato | Play Off | Play Off | Play Off | Totale | Totale | Totale |
| Giocatore    | SO | Min          | Gol          | GAA          | Min        | Gol        | GAA        | Min      | Gol      | GAA      | Min    | Gol    | GAA    |
| ------------ | -- | ------------ | ------------ | ------------ | ---------- | ---------- | ---------- | -------- | -------- | -------- | ------ | ------ | ------ |
| Alberti A.   | -  | 1            |              | 0            | 778        | 57         | 3,66       | 450      | 38       | 4,22     | 1229   | 95     | 3,86   |
| Guglielmi D. | -  | 1            |              | 0            | 72         | 5          | 3,47       |          |          | 0        | 73     | 5      | 3,42   |